# بريد جوي

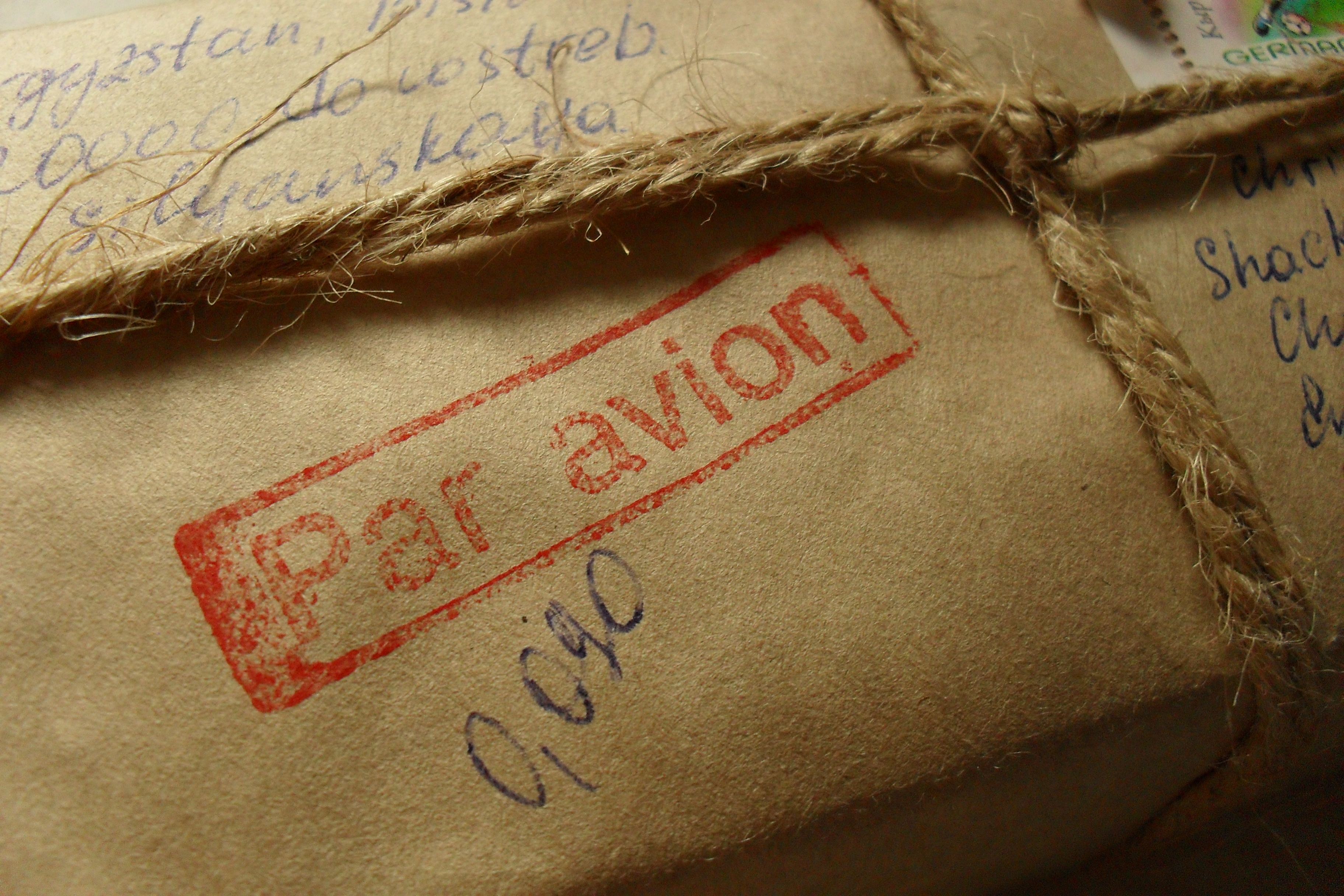
ختم البريد الجوي على طرد من قيرغيزستان

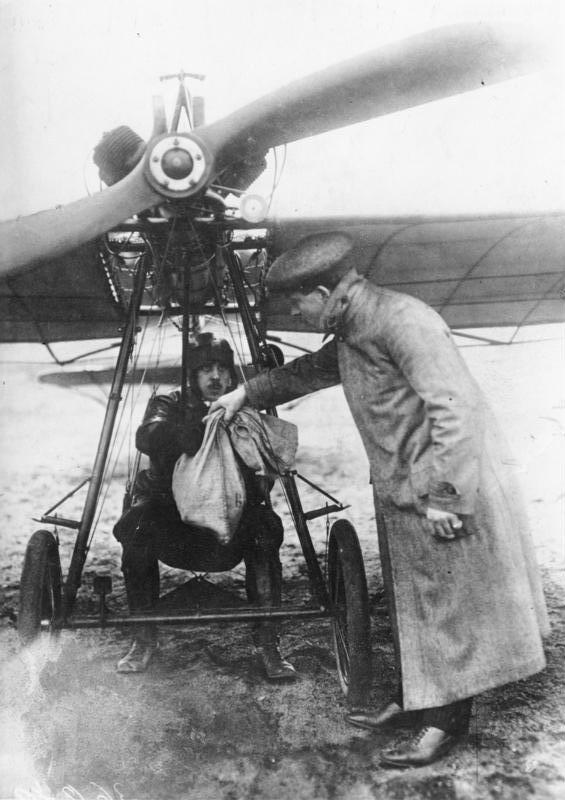
توصيل الطرد جواً في ألمانيا (1912م)

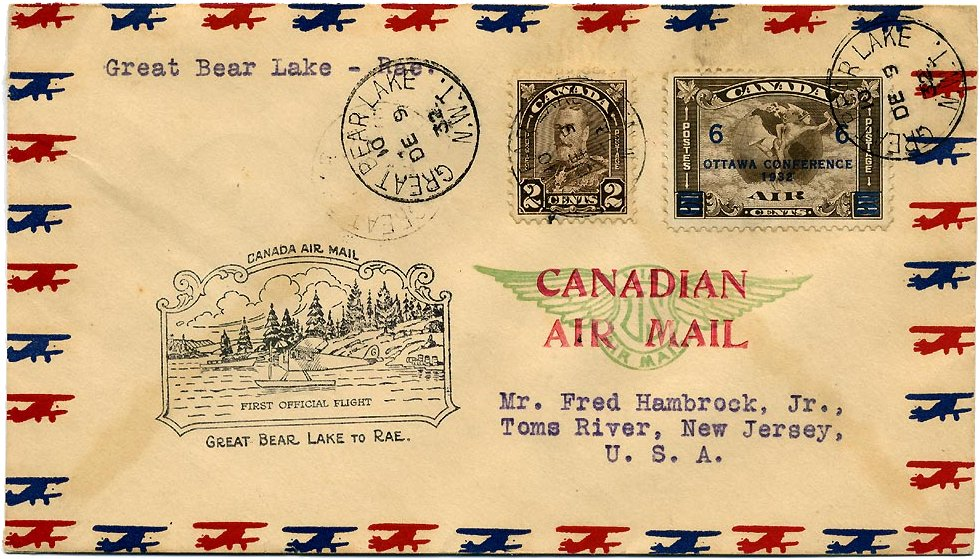
غلاف ظرف بريد نقل على أول رحلة طيران في عام 1932 في الغابات الشمالية لكندا، مع طابع بريدي عادي وآخر طابع بريد جوي

البريد الجوي هي خدمة نقل الطرود البريدية جواً. وتكون عادةً أسرع وصولاً من تلك التي في وسائل النقل الأخرى، وغالباً تكلف أكثر.
والطرود البريدية الجوية لها علامة تجارية تميزها وتكون على أساس أن مرحلة واحدة على الأقل من رحلتها تكون عن طريق الجو. عادةً ما تصل مواد وطرود البريد الجوي بسرعة أكبر من البريد العادي، وعادةً ما تكون تكلفة إرسالها أعلى. قد يكون البريد الجوي هو الخيار الوحيد لإرسال البريد إلى بعض الوجهات، مثل ما وراء البحار، إذا كان البريد لا يستطيع الانتظار للوقت الذي يستغرقه وصوله عن طريق السفن، وأحياناً أسابيع. تبنى الاتحاد البريدي العالمي قواعد شاملة للبريد الجوي في مؤتمر الاتحاد البريدي لعام 1929 في لندن. وبما أن اللغة الرسمية للاتحاد البريدي العالمي هي اللغة الفرنسية، فغالباً ما تحمل طرود ومواد البريد الجوي في جميع أنحاء العالم علامة Par avion، ومعناه حرفياً: "نقل بالطائرة".

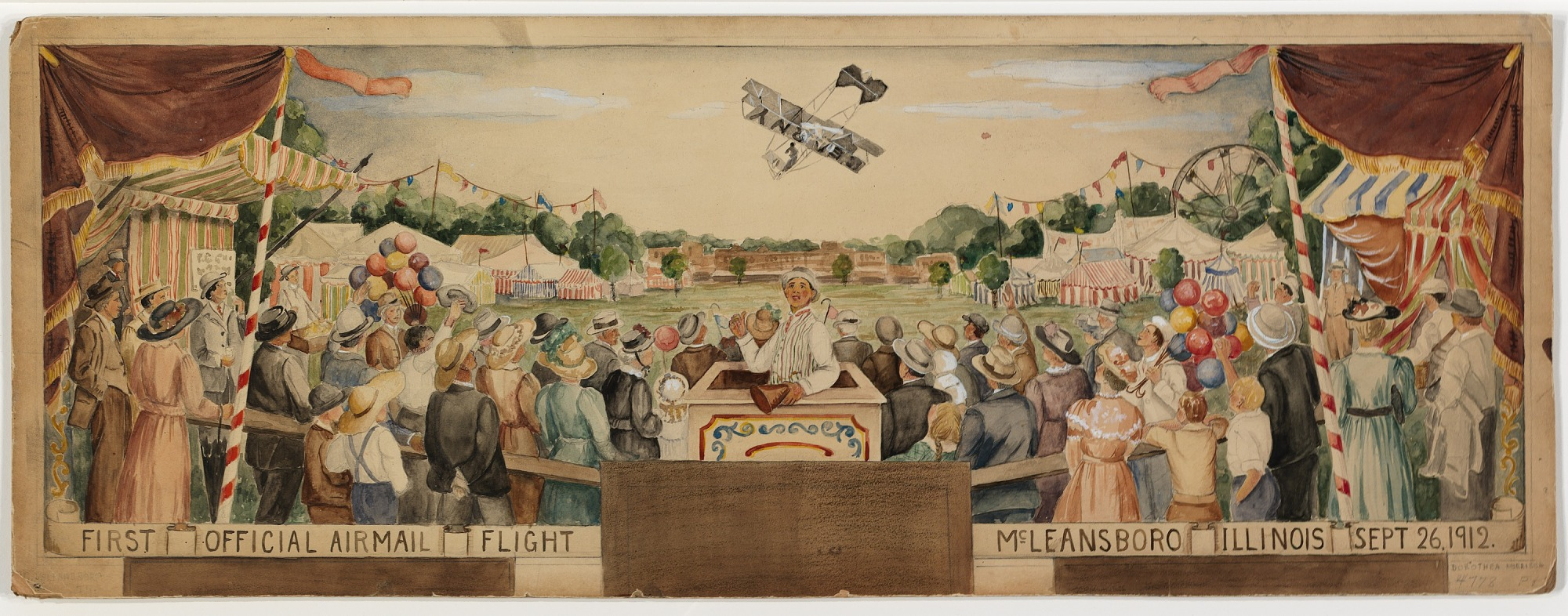
دراسة لأول رحلة طيران رسمية بالبريد الجوي سنة 1941، لوحة جدارية للفنانة دوروثيا ميريش في مكتب البريد في ماكلينسبورو، إلينوي

خلال نصف القرن الأول من وجود البريد الجوي، كان نقل البريد عبر الطائرات يصنف ويباع عادةً كخدمة منفصلة (تسمى البريد الجوي) عن البريد العادي المنقول براً وبحراً. أما اليوم فغالباً ما يصنف خدة البريد وبيعها وفقاً لوقت العبور فقط، مع تحديد وسيلة النقل (بري، بحري، جوي) في النهاية في مجموعات ديناميكية متعددة الوسائط. وبالتالي حتى البريد "العادي" قد يسافر بجزء من رحلته على متن طائرة. يختلف هذا البريد "الجوي السريع" عن البريد الجوي الاسمي في علامته التجارية وسعره وأولوية الخدمة.

## التاريخ
هناك حالات محددة لرسالة سلمت عن طريق الجو قبل وقت طويل من إدخال خدمة البريد الجوي كخدمة مجدولة بانتظام ومتاحة لعامة الناس.
على الرغم من أن الحمام الزاجل كان يستعمل منذ فترة طويلة لإرسال الرسائل (وهو نشاط يُعرف باسم بريد الحمام الزاجل)، إلا أن أول بريد نقل جواً بواسطة مركبة جوية كان في يوم 7 يناير 1785 على متن منطاد هوائي ساخن من دوفر إلى فرنسا بالقرب من كاليه. وقد طار بها جان بيير بلانشار وجون جيفريز. كتب الرسالة ويليام فرانكلين إلى ابنهِ الذي كان يعمل موظفاً دبلوماسياً في باريس مع جده بنجامين فرانكلين.
خلال أول رحلة جوية في أمريكا الشمالية بواسطة المنطاد في 9 يناير 1793 من فيلادلفيا إلى ديبتفورد بولاية نيوجيرسي، حمل جان بيير بلانشار رسالة شخصية من جورج واشنطن لتسلم إلى مالك أي عقار تصادف هبوط المنطاد عليه، مما يجعل الرحلة أول عملية تسليم للبريد الجوي في الولايات المتحدة.
كان أول تسليم رسمي للبريد الجوي في الولايات المتحدة الأمريكية في 17 أغسطس 1859، عندما قاد جون وايز منطادًا انطلق من لافاييت، إنديانا، وكانت وجهته نيويورك. أجبرته مشاكل الطقس على الهبوط بالقرب من كروفوردسفيل بولاية إنديانا، ووصل البريد إلى وجهته النهائية عبر القطار.
وفي عام 1959، أصدرت هيئة البريد الأمريكية طابعًا بريديًا بقيمة 7 سنتات لإحياء ذكرى الحدث.
كما حملت المناطيد الهوائية طرود البريد من باريس وميتز أثناء الحرب الفرنسية البروسية (1870)، حيث كانت تنجرف فوق رؤوس الألمان الذين كانوا يحاصرون تلك المدن. كما نُقل البريد بالبالونات في رحلة عام 1877 في ناشفيل بولاية تينيسي.

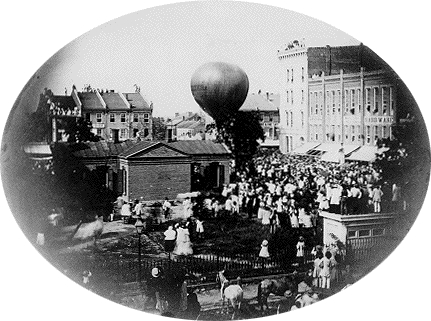
نقل البريد بواسطة المنطاد كبداية لعصر البريد الجوي، حيث صعد وايز على متن أول بالون أمريكي لنقل البريد من لافاييت، إنديانا عام 1859.

## مقدمة في بداية عصر النقل بالطائرات

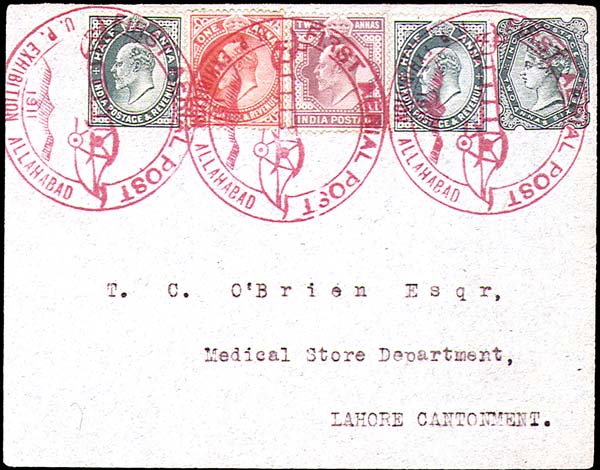
ظرف بريد ختم عليه (من الله آباد إلى نايني) وهي أقرب محطة على خط بومباي-كالكوتا إلى معرض الطيران المقام في الهند والذي سجل رحلة أول بريد جوي في العالم عام 1911

وابتداءً من عام 1903 أدى إدخال الطائرة إلى اهتمام فوري باستخدامها في نقل البريد. وقد قام فريد وايزمان برحلة بريد جوي غير رسمية وقد حمل ثلاث رسائل بين بيتالوما وسانتا روزا بكاليفورنيا في 17 فبراير 1911.
كانت أول رحلة طيران رسمية للبريد الجوي في العالم في معرض كبير في مقاطعات أغرا وأود بالهند البريطانية. وقد تمكن منظم معرض الطيران، السير والتر ويندهام، منظم معرض الطيران، من الحصول على إذن من مدير عام البريد في الهند لتشغيل خدمة البريد الجوي من أجل الدعاية للمعرض وجمع الأموال للأعمال الخيرية. كان تجميع البريد الوارد من الناس في جميع أنحاء المنطقة في كنيسة الثالوث الأقدس وقاد أول رحلة بريد جوي هنري بيكيه الذي طار بحوالي 6,500 رسالة لمسافة 13 كم (8.1 ميل) من الله آباد إلى نايني - أقرب محطة على خط بومباي-كالكوتا إلى المعرض. حملت الرسائل عبارة رسمية صريحة "البريد الجوي الأول، معرض U.P. Exhibition, Allahabad. 1911". كانت الطائرة المستعملة هي طائرة ذات سطحين من طراز هامبر-سومر، وقد قطعت الرحلة في ثلاث عشرة دقيقة.
حصلت أول عملية تسليم رسمية للبريد الجوي الأمريكي في 23 سبتمبر 1911، بواسطة الطيار إيرل أوفينغتون تحت سلطة إدارة بريد الولايات المتحدة.

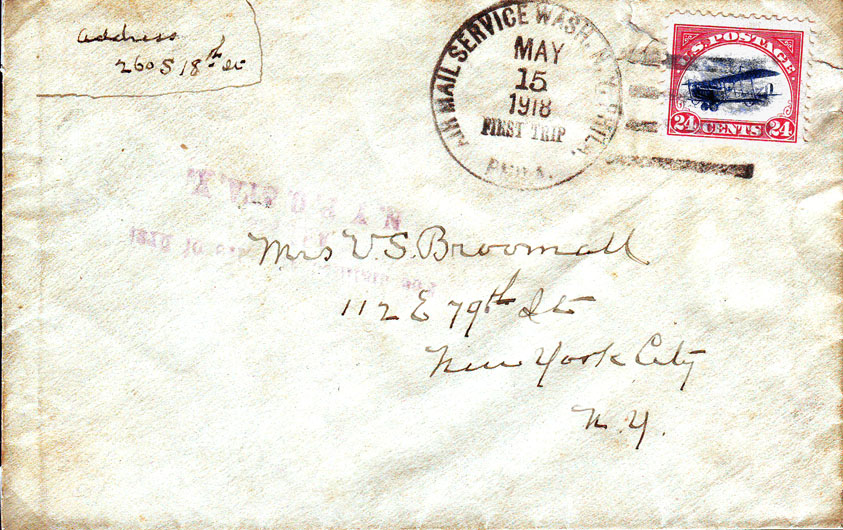
طُرح ظرف بريد في اليوم الأول من خدمة البريد الجوي المجدولة في الولايات المتحدة ومذيلة بأول طابع بريد جوي أمريكي، وهو طابع "جيني" (C-3) ذو ال 24 سنتًا. وعليهِ ختم إلغاء: "خدمة البريد الجوي - واشنطن. N.Y. Phila. 15 مايو 1918 - أول رحلة لفيلا." (CDS)

نقل الطيار الفرنسي موريس غيو أول بريد جوي رسمي في أستراليا. في الفترة من 16 إلى 18 يوليو 1914، حيث طار بطائرته من طراز Blériot XI من ملبورن إلى سيدني، على مسافة 584 ميلاً (940 كم)، حاملاً 1785 بطاقة بريدية مطبوعة خصيصاً وبعض من شاي ليبتون وعصير الليمون O.T. في ذلك الوقت، كانت تعتبر هذهِ أطول رحلة من نوعها في العالم.

## جدولة خدمة البريد الجوي
اطلقت أول خدمة بريد جوي مجدولة في العالم في المملكة المتحدة بين ضاحية هندون في شمال لندن ومكتب مدير عام البريد في ويندسور في باركشير في 9 سبتمبر 1911، كجزء من الاحتفالات بتتويج الملك جورج الخامس، وبناءً على اقتراح السير والتر ويندهام، الذي استند في اقتراحه إلى التجربة الناجحة التي أشرف عليها في الهند.
استمرت الخدمة لمدة أقل من شهر بقليل، حيث نقلت حوالي 35 حقيبة طرود بريد في 16 رحلة جوية؛ حيث شغل أربعة طيارين الطائرة بما في ذلك غوستاف هامل، الذي قاد أول خدمة في أول رحلة في طائرة البليريو الخاصة به، وقطع مسافة 21 ميلًا بين هندون وندسور في 18 دقيقة فقط. توقفت الخدمة في النهاية بسبب التأخيرات المستمرة والشديدة الناجمة عن سوء الأحوال الجوية.
ولقد جرت خدمات مماثلة على فترات متقطعة في بلدان أخرى قبل الحرب العالمية الأولى، بما في ذلك ألمانيا وفرنسا واليابان، إذ عملت خدمات البريد الجوي لفترة وجيزة في عام 1912، إلا أنها واجهت صعوبات عملية مماثلة.
لكن بمرور الزمن تغيرت الطائرات وسرعتها وقدرتها على الرفع من خلال الابتكارات التقنية خلال الحرب العالمية الأولى، مما سمح لأول خدمات بريد جوي عملية أن تصبح حقيقة واقعة بعد انتهاء الحرب. على سبيل المثال، فقد باشرت بالعمل أول خدمة بريد جوي منتظمة في الولايات المتحدة في 15 مايو 1918. وصمم رائد الطيران أوغسطس بوست رائد الطيران هذا الخط، الذي كان يمتد بين واشنطن العاصمة ومدينة نيويورك، مع محطة توقف وسيطة في فيلادلفيا ببنسلفانيا.

وتوجد لوحة في حديقة ويست بوتوماك بارك تشير إلى الحقل المستخدم لهذه الخدمة. في عام 1925، أصدرت خدمة البريد الأمريكية عقوداً لنقل البريد الجوي بين نقاط محددة. وبحلول عام 1931، كان 85% من عائدات شركات الطيران المحلية من البريد الجوي.
في ألمانيا، استُخدمت المناطيد في عشرينيات وثلاثينيات القرن العشرين على نطاق واسع لنقل البريد الجوي، وكان يُعرف باسم بريد المنطاد زبلين أو بريد المنطاد. كانت المناطيد الألمانية بارزة بشكل خاص في هذا الدور، وأصدرت العديد من الدول طوابع خاصة لاستخدامها على بريد المناطيد.
ويتضمن كتاب "هكذا ازدراء" الذي صدر عام 1928 للكاتب نيفيل شوت - وهو رواية تستند إلى اهتمام هذا المؤلف العميق بالطيران ومعرفته العميقة بهِ - مناجاة لطيار مخضرم يحفظ أجواء تلك الأوقات الرائدة: "كنا نطير على طريق باريس، من هونسلو إلى لو بورجيه ونعبر بأفضل ما يمكن. ثم انتقلنا فيما بعد إلى كرويدون. (...) كنا ننقل البريد الجوي الذي تم الإعلان عنه كثيرًا. فهذا يعني أن الآلات كان عليها أن تطير سواء كان هناك ركاب يجب حملهم أم لا. وقد كان الأمر متروكاً لتقدير الطيار فيما إذا كان ينبغي إلغاء الرحلة من عدمهِ في حالة سوء الأحوال الجوية، فقد كان الطيارون حريصين جداً على الطيران في أكثر الظروف استحالة. قُتل ساندرسون بهذه الطريقة في دوينفيل. ولم يكن معهُ في الطائرة سوى بطاقتين بريديتين مصورتين من المسافرين في باريس، أرسلتا إلى عائلاتهم على سبيل الفضول. كان ذلك البريد الجوي لا ركاب أو أي شيء، فقط البريد".

## الخدمات الدولية
في أعقاب الحرب، كان المهندسون الملكيون (قسم البريد) وسلاح الجو الملكي الرائد في أول خدمة بريد جوي دولية منتظمة بين فولكستون في كنت وكولونيا بألمانيا. لقد كانت الخدمة تعمل بين ديسمبر 1918 ومنتصف 1919؛ وكان الغرض منها تزويد قوات الجيش البريطاني المتمركزة في ألمانيا بخدمة بريد سريعة. طوال عشرينيات القرن العشرين، واصلت القوات الجوية الملكية تطوير الطرق الجوية عبر الشرق الأوسط.

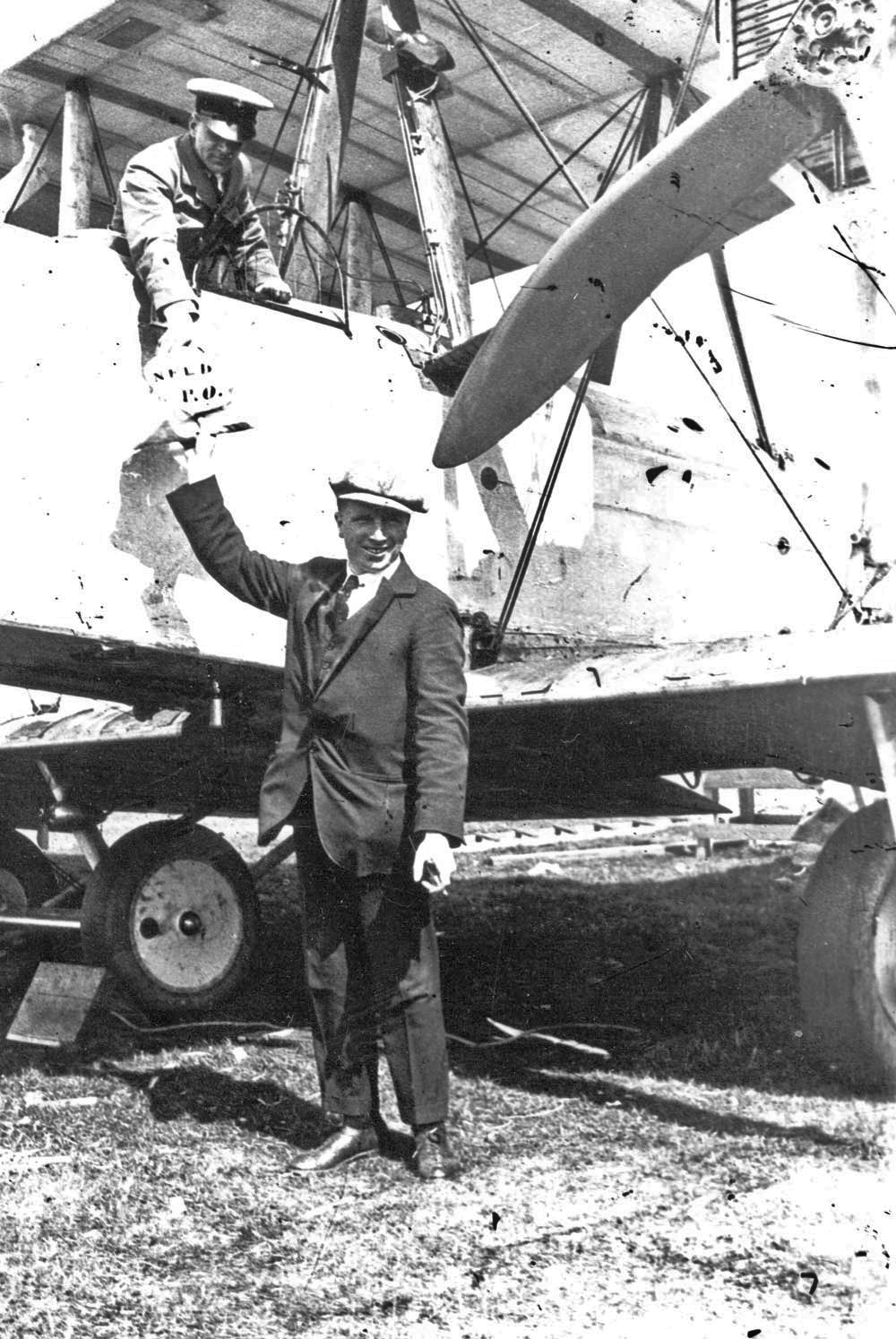
ألكوك وبرونتكينج يسلم طرد خاص بالبريد الجوي

في 25 ديسمبر 1918، أصبحت خطوط لاتيكوير الجوية (التي أصبحت فيما بعد شركة إيروبوستال الشهيرة) أول خدمة بريد جوي دولية مدنية، عندما نقل البريد من تولوز بفرنسا إلى برشلونة بإسبانيا. بعد أقل من شهرين، في 19 فبراير 1919، امتدت خدمة البريد الجوي إلى الدار البيضاء بالمغرب، مما جعل خطوط لاتيكوير الجوية أول خدمة بريد جوي عابرة للقارات. في يونيو 1919، أكمل ألكوك وبراون أول رحلة بريد جوي عبر المحيط الأطلسي.
كانت أول خدمة بريد جوي هي لشركة طيران أنشأتها رسمياً في كولومبيا بأمريكا الجنوبية في 19 أكتوبر 1920. وكانت شركة سكادتا، وهي أول شركة طيران في البلاد، كانت تقوم برحلات جوية نهراً لتوصيل البريد إلى وجهاته. وقد مُنح أول عقد للبريد الجوي في أستراليا لشركة الخطوط الجوية الأسترالية الغربية الأسترالية (WAA) التي يملكها نورمان (السير لاحقاً) بريرلي. تم نقل أول بريد جوي بين جيرالدتون وديربي في غرب أستراليا في 5 ديسمبر 1921.

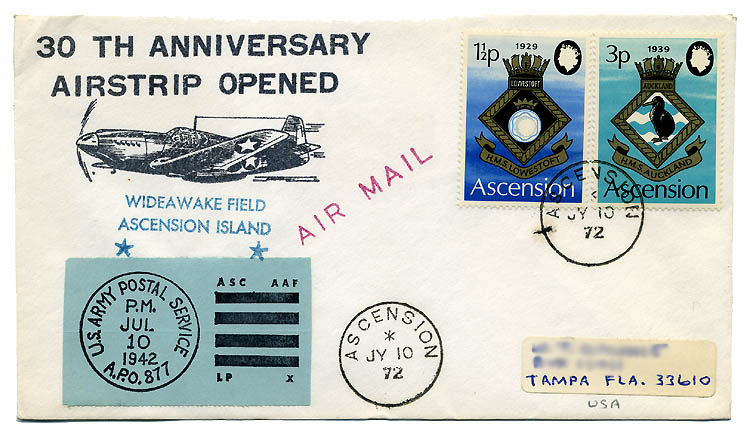
ظرف بريد جوي خاص بجزيرة أسنشن عام 1972 للاحتفال بالذكرى الثلاثين لافتتاح مهبط وادواكي في الجزيرة

## هواة جمع الطوابع
وبما أن جمع الطوابع هي هواية متطورة بالفعل في ذلك الوقت، فقد تابع هواة جمع الطوابع التطورات في خدمة البريد الجوي عن كثب، وتكبّدوا بعض العناء لمعرفة الرحلات الأولى بين مختلف الوجهات، ولإدخال الرسائل عليها. وغالباً ما كانت السلطات تستخدم طوابع خاصة على الأغلفة، وفي كثير من الحالات كان الطيار يوقع عليها أيضاً.
وأصدرت إيطاليا أول طوابع مخصصة للبريد الجوي تحديداً في عام 1917، واستخدمتها في الرحلات التجريبية؛ وقد أُنتجت بطباعة طوابع توصيل خاصة فوقها. كما طبعت النمسا أيضاً طوابع فوقية للبريد الجوي في مارس 1918، وسرعان ما تبعها أول طابع نهائي للبريد الجوي أصدرته الولايات المتحدة في مايو 1918.

## البريد الجوي السريع

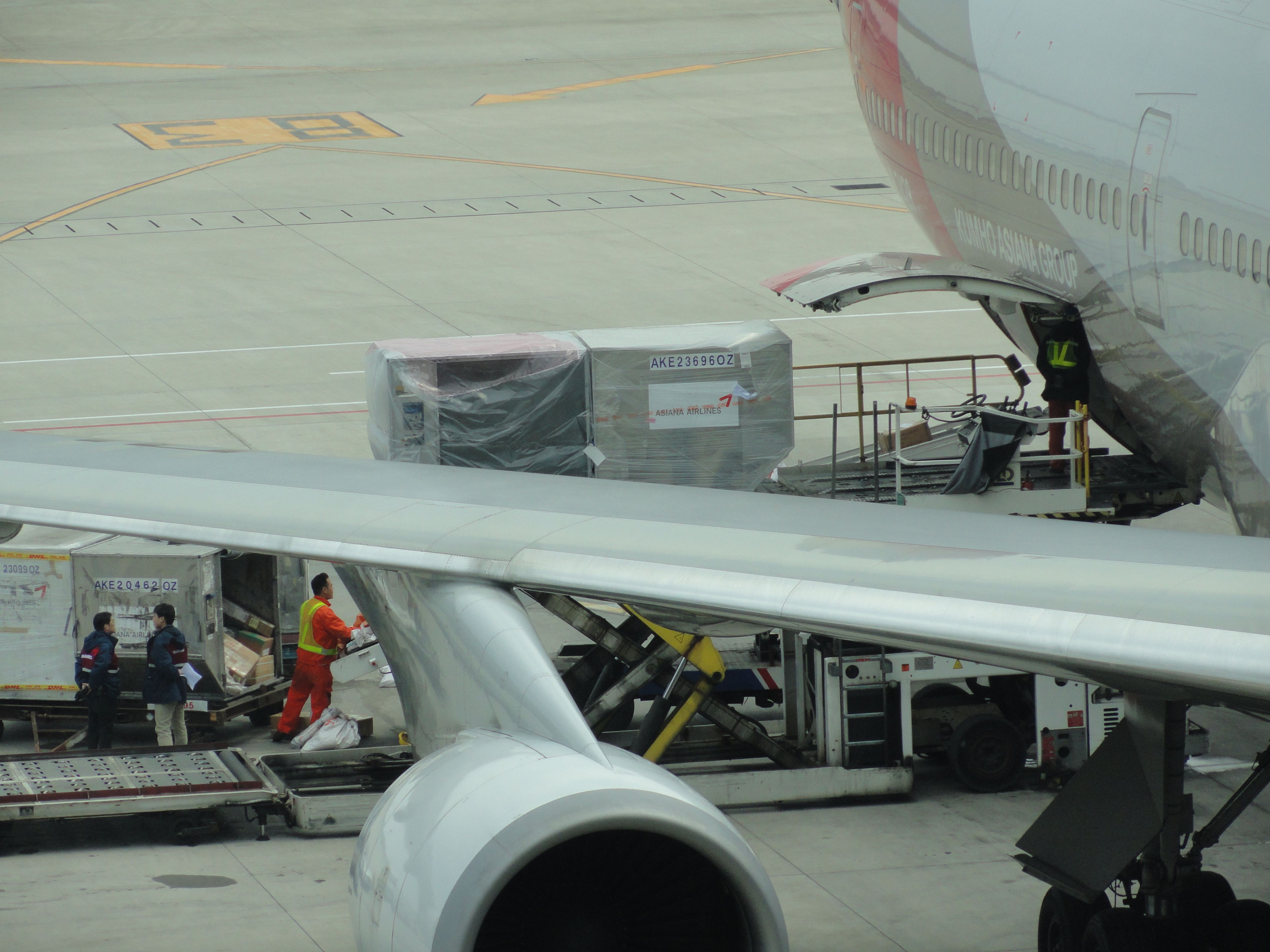
تحميل البريد الجوي على متن طائرة بوينج تابعة لخطوط آسيانا الجوية

قد تختار الخدمة البريدية في بعض الأحيان نقل بعض البريد العادي عن طريق الجو، ربما لعدم توفر وسائل نقل أخرى. وعادة ما يكون من المستحيل معرفة ذلك من خلال فحص الظرف البريدي، ولا تعتبر هذه المواد "بريداً جوياً". بشكل عام، يستقل البريد الجوي عادةً رحلة مضمونة ومجدولة ويصل أولاً، في حين أن البريد الجوي السريع ينتظر رحلة غير مضمونة ومتاحة فقط وقد يصل متأخراً عن البريد الجوي العادي.

## تنوع التسمية

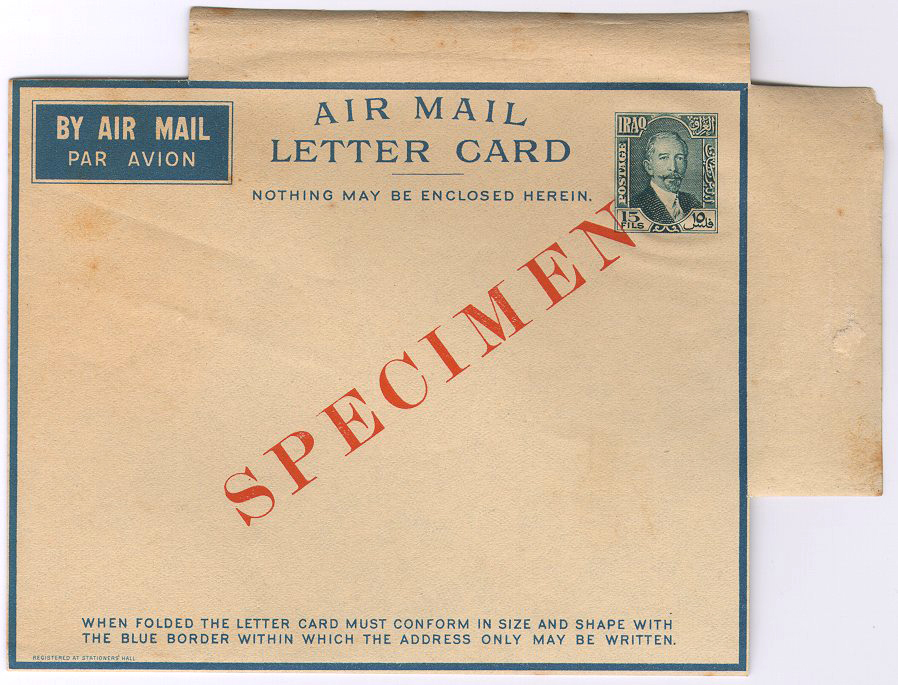
أول نموذج للرسالة الجوية المظروفة طبع في العراق عام 1933 وكان عليها صورة طابع لملك العراق فيصل الأول وطبعها برادبري ويلكنسون

يمكن أن يُطلق على الرسالة المرسلة عبر البريد الجوي اسم رسالة البريد الجوي أو الخطاب الجوي أو ببساطة خطاب البريد الجوي. ومع ذلك، قد تشير كلمة "إيروغرام" و"رسالة جوية مظروفة" أيضاً إلى نوع معين من رسائل البريد الجوي. وقد تحظر بعض أشكال الرسائل الجوية، مثل الأيروجرام، وضع مواد أخرى داخلها للحفاظ على الوزن المنخفض للطائرة.
تتم الإشارة إلى خيار إرسال رسالة عن طريق الجو إما عن طريق ملاحظة مكتوبة بخط اليد على المظروف، أو باستخدام ملصقات خاصة تسمى ملصق البريد الجوي (ملصقات زرقاء مكتوب عليها عبارة "البريد الجوي" بالفرنسية وباللغة الأم)، أو باستخدام مظاريف تحمل علامات خاصة. قد تتوفر أيضاً طوابع بريد جوي خاصة أو قد تكون مطلوبة؛ وتختلف القواعد باختلاف البلدان. وتسمى الهواية الخاصة بجمع البريد الجوي (هواية جمع الطوابع الجوية).

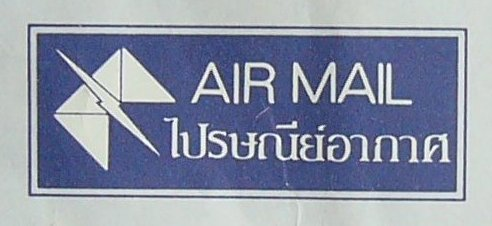
علامة تدل على النقل بواسطة البريد الجوي مطبوعة على الظرف البريدي

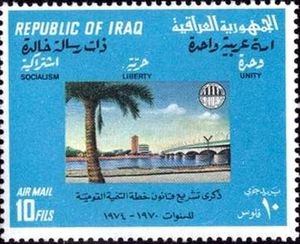
طابع عراقي صادر في السنوات 1970 - 1974، الطابع مخصص للبريد الجوي.